# Concorezzo
Concorezzo är en ort och kommun i provinsen Monza e Brianza i regionen Lombardiet i Italien. Kommunen hade 15 706 invånare (2018).